# Ophiomitra robusta
Ophiomitra robusta är en ormstjärneart som beskrevs av Jean Baptiste François René Koehler 1914. Ophiomitra robusta ingår i släktet Ophiomitra och familjen knotterormstjärnor. Inga underarter finns listade i Catalogue of Life.